# Franz Adolf Zeller
Franz Adolf Zeller   (Lauterstein, 3 de juny de 1837 - 25 de juliol de 1881) fou un músic i eclesiàstic alemany.
Ordenat sacerdot el 1862, després d'acabada la carrera de música que simultaniejava amb la eclesiàstica, aviat s'assenyalà com a notable teòric i professor de música religiosa, les càtedres de les quals desenvolupà en el Wilhelmstft de Tübingen.
Entre d'altres obres, publicà, les titulades; Das Gesungbuch der Diozese Rottenburg; Beiträge zu einer Geschichte seiner Weisen und Texte i Sammlung kathol. Kirchengesange für 4 Munnerstimme, (El Llibre de l'himne de la diòcesi de Rottenburg; Contribucions a una història dels seus savis i textos).